# Acide gyrophorique
L'acide gyrophorique est le tridepside de l'acide orsellinique, c'est-à-dire le trimère de ce composé où le groupe carboxyle d'une molécule est estérifié avec le groupe phénol para de la suivante. Il doit son nom à sa présence dans Umbilicaria esculenta (en) (anciennement appelée Gyrophora esculenta), une espèce de lichen où il été découvert. Il est également présent dans diverses autres espèces de lichens, notamment :
- Cryptothecia rubrocincta (en)[3] ;
- Xanthoparmelia pokomyi[3] ;
- Ochrolechia frigida[4] ;
- Peltigera britannica[5] ;
- Peltigera collina[5] ;
- Peltigera hymenina[5] ;
- Lasallia pustulata[4] ;
- Xanthoparmelia pokomyi (en)[3].